# أندريه ديوتش
أندريه ديوتش (بالمجرية: Deutsch Endre)‏ هو ناشر مجري، ولد في 15 نوفمبر 1917 في بودابست في المجر، وتوفي في 11 أبريل 2000 في لندن في المملكة المتحدة.